# Marcelino Catriel
Marcelino Catriel, de la dinastía de los Catriel, fue un cacique pampa. Era hijo de Juan "el joven" Catriel y hermano de Cipriano y Juan José. No tuvo la actuación de los otros miembros de su familia, pero se destaca entre los príncipes de la pampa, como un bravo guerrero que de acuerdo con las leyes de su vieja estirpe no deseaba la amistad de los llamados huincas. En el año 1877 debe abandonar las costas del arroyo Tapalquén y huir tierras adentro, donde es hecho prisionero junto con el cacique Blás Román, en los llamados derrames del Chasicó.